# Leucobryum sericeum
Leucobryum sericeum là một loài rêu trong họ Dicranaceae. Loài này được Broth. ex Geh. mô tả khoa học đầu tiên năm 1898.